# Osvaldo Torres
Osvaldo Torres est un auteur-compositeur, peintre et écrivain, né le 23 janvier 1953 à Antofagasta, Chili.
Osvaldo Torres est l'un des artistes les plus notables de la période de la dictature. Résistant au régime d'Augusto Pinochet au travers de ses activités créatrices, il a été emprisonné par deux fois.
Il s'installe définitivement en France en 1986. Proche de l'acteur et réalisateur Bernard Giraudeau, il compose entre 1988 et 2002 diverses œuvres musicales pour illustrer ses documentaires, entre autres : L'été glacé, La Transamazonienne, Chili Norte 1 et 2, Un ami chilien (dont il est le sujet, il signera les musiques de ces 3 derniers documentaires avec ses amis de longue date Franck Malesieux et Marc Hoffelt).
Entièrement dirigé vers la création musicale, Osvaldo Torres n'abandonne pas pour autant la peinture. Autodidacte, il continue à cheminer dans cette discipline et depuis 1999, il réalise diverses expositions en France, Belgique et Chili.
En 2002, le Palacio Toesca de la ville d'Iquique lui ouvre ses portes pour réaliser sa première grande exposition au Chili, « Soleils et lunes de mes nostalgies » : ce voyage en couleurs rappelle le monde mythique de ses ancêtres, les indiens Aymaras.

## Biographie
Osvaldo Torres est né en 1953 à Antofagasta (Chili). Il se consacre tout d’abord à l’étude des indiens Aymaras vivant au nord du pays. Il parcourt leur territoire et recueille leur parole, réalisant ainsi une importante recherche sur la vie quotidienne des gens, leurs inquiétudes, leurs visions, leurs rêves et leurs combats. Il compile la littérature orale, notamment les contes des anciens aymaras.
En 1972 il est, avec les frères Marquez, l'un des fondateurs du groupe Illapu, au sein duquel il présente sa première création musicale : Encuentro con las raíces. L'objectif étant de développer un style et une forme musicale reliés aux racines du nord du Chili, basés sur les cultures Kunza et Aymara.
Il commence ensuite une carrière en solo, acquérant un style solide qui lui est propre, basé sur un concept très avancé pour l’époque, le mélange des influences du Nord (indienne et andine) avec le chant populaire d’origine chilienne (espagnol et colonial). Il continuera cependant d'écrire des chansons pour le groupe Illapu jusqu'à aujourd'hui.
En 1975, aux côtés du groupe Aquelarre, avec Nano Acevedo et Isabel Aldunate, Osvaldo Torres fonde le Groupe Canto Nuevo du Chili (Agrupación del Canto Nuevo de Chile). Il travaille à Santiago du Chili avec Nano Acevedo dans la Peña Javiera, au Café El Cerro, au Centro Cultural Estación Mapocho et autres lieux où s'exprime le Canto Nuevo, mouvement musical né en opposition à la dictature.
En 1978, à l’appel des femmes de l’Association des Parents de Détenus Disparus (AFDD), il écrit La Vigilia, œuvre théâtrale et musicale écrite dans un langage poétique fort, chargé de mémoire et d’amour, pour témoigner de cette époque douloureuse d’enlèvements et de disparitions. Cette œuvre est présentée clandestinement dans les paroisses et les peñas.
En 1979, il compose une cantate, El grito de la raza, jouée et chantée par le groupe Illapu.
Il est élu meilleur compositeur de l’année pendant 3 années consécutives au Chili et reçoit le Prix Alerce.
Suivent de nombreux disques qui l’entraînent dans des tournées en Europe, au Canada et aux États-Unis.
En 1983 il lance son disque, Juego de pájaros, au côté du musicien Claudio « pájaro » Araya, produit par le label Alerce. Grâce à un parrainage solidaire entre la Suisse et le Chili, le disque est présenté en Angleterre, en Suisse, aux Pays-Bas, en Norvège.
Depuis 1987, une solide amitié s’est nouée avec Bernard Giraudeau, avec lequel il accomplit depuis 23 ans un énorme travail : musiques de films, livres-CD, spectacles…
En 2000 paraît le disque Escarcha y sol, réalisé avec le charanguiste Horacio Durán, du groupe chilien Inti-Illimani, et le groupe italien Trencito de Los Andes.
En 2001, après une longue absence sur le plan musical, il enregistre à Paris Fósil...continuidad, disque épuré dans lequel on trouve, entre autres, une chanson dédiée à Victor Jara (Padre del canto), chanteur assassiné en 1973 par la dictature, une autre à Angel Parra (El retorno del Angel) lors de son retour au Chili, et à Joan Jara (Un beso en la mejilla).
En février 2003, il est reconnu par les communautés du nord du Chili pour son travail de diffusion internationale de la culture aymara. Antonio Mamani, président de l'association Aymarmarka, l'une des organisations les plus importantes du nord du Chili, le désigne comme « ambassadeur culturel des peuples Aymaras pour l’Union Européenne ».
En 2009, son dernier disque, Ajayu (« esprit » en aymara), sort à Paris. Quelques chansons : Alegria en el Norte, El puma de Lirima, El trompetista, Amor flor, La colmena de la resistencia, Illauka, El picaflor, Para mis amigos, El zorro y la luna, Quita Urpillay, Un hálito de "democracía", Mama marka na. Ajayu est aussi le nom donné à l'instrument à 15 cordes qu'il a créé pour illustrer ce disque et rendre compte de l'« âme » et de la singularité de son inspiration andine.
Il participe actuellement 2011, au Canada et au Chili, à un film autour de Victor Jara, musicien chilien assassiné aux premières heures du Coup d'État en 1973 ; il y témoignera de leur rencontre et de l'influence toujours aussi forte, aujourd'hui encore, de Victor Jara sur plusieurs générations de musiciens chiliens et latino-américains.
Son travail trouve aujourd’hui sa reconnaissance en France grâce à sa grande diversité artistique : musique, littérature, mise en scène, peinture…
En 2014, il enregistre en France les chansons du disque MiMundoMinimoProfundo, dont il est auteur-compositeur, en duo avec la chanteuse italienne Silvia Balducci.

## Discographie

### Soliste
- De los Andes a la Ciudad, label Alerce - 1979
- Levántate Hijo, label Alerce - 1980
- Juego de Pájaros, label Alerce - 1983
- Cuentos del Altiplano, label Alerce - 1984
- Juego de Pájaros, Vol. 2, label Alerce - 1990
- Fósil... La Continuidad, label Alerce - 1999
- Ajayu, éditions M de B - 2009
- MiMundoMinimoProfundo, label Aristote Productions, studio Côté Jardin - 2014. Avec la participation au chant de Silvia Balducci.

### Collectif
Avec Bernard Giraudeau
- La Mémoire du Monde, Fnac - avec Pierre Arditi, Alain Cuny, Catherine Deneuve et al. 1991
- Textes pour un Poème, éditions des femmes - avec Bernard Giraudeau et Andrée Chedid- 1992
- Musique du livre-CD L'âne et la grenouille, Nathan - 1999
- Musique du CD Contes d'Humahuaca, label Naïve - 2002
- Musique du livre-CD Le marin à l'ancre, label Naïve - 2004

Avec Illapu
- Música Andina - 1972
- Chungará (Musique O.Torres & R. Marquez) - 1976
- Baguala india (O. Torres) - 1976
- Chango pastor, (texte: O.Torres, musique: A. Marquez) - 1979
- El grito de la raza, (texte: O.Torres, musique: R. Marquez) - 1979
- Esta naciendo un cantor, (texte: O.Torres, musique: R. Marquez) - 1983
- Lo mío se va perdiendo, (texte: O.Torres, musique: R. Marquez) - 1983
- Cuarto reino cuarto reich, (texte: O.Torres, musique: R. Marquez) - 1986
- De libertad y de amor, chanson du disque homonyme - 1986
- Tres versos para una Historia...Hasta siempre amor..- 1991
- Cantor de la calle, (texte: O.Torres, musique: R. Marquez) - 1998
- Voces Nuevas, chanson du disque Vivir es mucho más - 2007

Avec Quilapayún
- Juego y palabras, chanson du disque Latitudes, (O. Torres, R. Parada, H. Lagos) - 1992
- Quita Urpillay, chanson du disque Siempre - 2007
- Kumbia Inca, chanson du disque Solistas - 2009
- El sombrero, chanson du disque Encuentros - 2013

Avec Horacio Duran (Inti-Illimani) et Trencito de los Andes
- Escarcha y sol, label Malqui - 2000

Avec Claudio Araya
- Juego de pájaros - 1983

Avec Pato Valdivia
- Pan, Trabajo, Justicia y Libertad, hymne - 1983

Avec Ángel Parra
- Sin pedir perdón, musique Osvaldo Torres - 1989

Avec Mariana Montalvo
- La libelula, texte et musique Osvaldo Torres
- Sud'americano, texte et musique Osvaldo Torres, chanson du disque Piel de aceituna - 2003

Divers
- Les Araucans Du Chili, musique Sofia Painequeo, producteur Osvaldo Torres, label Playasound - 1995
- Les flûtes du soleil, musique Sayri Tupac & Osvaldo Torres, label Playasound - 1996
- Arpa llanera musique Mario Guacaran, producteur Osvaldo Torres, label Playasound - 1997

Musiques de films et séries télévisées
- La canción popular tambien resiste, réalisation La Peña de Berkeley (Californie) 1979
- La toma 14 de enero 1981, réalisation René Davila & La Peña de Berkeley (Californie) 1981
- L'été glacé, TF1, réalisation Bernard Giraudeau
- Le Rêve Blanc, Canal Plus
- Le Manchot Royal, CNRS
- Chile Norte 1 y 2 (télévision), réalisation Bernard Giraudeau
- Un ami chilien, réalisation Bernard Giraudeau
- La transamazonnienne, réalisation Bernard Giraudeau
- Esquisses philippines, réalisation Bernard Giraudeau
- Le Winnipeg, réalisation Olivier Guiton
- Bajo los volcanes, réalisation René Davila 2006
- Mirage d'amour avec fanfare, scénario : Bernard Giraudeau, d'après le roman de Hernán Rivera Letelier, réalisation : Hubert Toint, 2013 (sortie en France prévue pour 2014)

## Livres
- 15 contes d'Amérique Latine, Castor Poche Flammarion - 1998 -  (ISBN 2081643391). En espagnol, sous le titre 15 cuentos de America Latina, Editex,  (ISBN 8497713877).
- Condor Mallku, LOM, Chili - 2007 - (ISBN 9562828891). Esteban, jeune enfant aymara, reçoit de son grand-père le jour de son anniversaire l'un de ses plus beaux cadeaux d'anniversaire : Mallku, un condor voyageur des hautes montagnes. Pour Esteban, Cóndor Mallku était son frère ailé, son auxiliaire et son meilleur ami. Un jour de Noël, Esteban comprend que Cóndor Mallku doit se résoudre au vol qui lui permettra de faire la rencontre avec Pachamama, la terre-mère.
- 100 contes du monde entier, collectif, Flammarion - 2004 -  (ISBN 2081626829). Auteur des contes suivants : Le colibri, Les enfants étoiles, La pifilka magique, Le chien et la panthère, Le renard et le flamant rose, Aquehuahen.